# ودافون
ودافون (به انگلیسی: Vodafone) شرکت مخابراتی چندملیتی بریتانیایی است که دفتر مرکزی آن در شهر نیوبوری، برکشر، بریتانیا مستقر است. این شرکت از لحاظ میزان درآمد، بزرگ‌ترین شرکت ارتباطات سیار جهان به‌شمار می‌آید و تا پایان ماه ژوئیه ۲۰۱۱ با در اختیار داشتن ۴۳۹ میلیون مشترک، پس از چاینا موبایل دومین شرکت بزرگ مخابراتی جهان محسوب می‌شود.

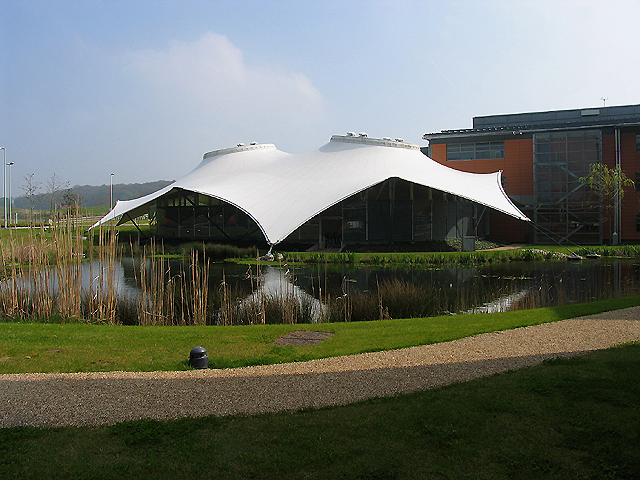
بخشی از مجتمع ودافون در شهر نیوبوری، برکشر که آدرس ثبت شده و دفتر آن در بریتانیا و دفتر مرکزی سرویس جهانی ودافون تا سال ۲۰۰۹ است.

شرکت ودافون در بیش از ۳۰ کشور فعالیت مستقیم دارد و در ۴۰ کشور دیگر نیز شرکای تجاری دارد. این شرکت تا سال ۲۰۱۴ مالک ۴۵٪ درصد از سهام شرکت ورایزن وایرلس بود که بزرگ‌ترین شرکت ارتباطات سیار ایالات متحده آمریکا بشمار می‌آید.
شرکت ودافون نخستین ارائه‌دهندهٔ سرویس پیامک (یا اس‌ام‌اس) است. یکی از مهندسین این شرکت به نام نیل پاپ‌ورت، نخستین پیام کوتاه را در سوم دسامبر ۱۹۹۲ برای یکی از همکارانش در این شرکت ارسال کرد.
بخشی از سهام این شرکت در بازارهای بورس لندن و بورس نزدک معامله می‌شود. ارزش بازار سرمایه شرکت ودافون در سال ۲۰۱۲ میلادی ۸۹٫۱ میلیارد پوند برآورد شده، که آن را به سومین شرکت بزرگ انگلستان تبدیل کرده‌است.

## تاریخچه

### دهه ۱۹۸۰
در سال ۱۹۸۰ «سر ارنست هریسون» مدیرعامل شرکت راکال‌الکترونیکس، بزرگترین تولیدکننده رادیوهای با تکنولوژی نظامی، ضمن توافقی با «لرد وینستاک» از شرکت جنرال الکتریک از آن‌ها اجازه استفاده تعدادی از تکنولوژی‌های رادیویی نظامی این شرکت را گرفت.
گِری ونت، سرپرست قسمت رادیوهای نظامی راکال، با هدف تبدیل شرکت به یک شرکت رادیویی تجاری، در آن سال از تجهیزات کارخانه جنرال الکتریک در ویرجینیای ایالات متحده آمریکا بازدید کرد.
در سال ۱۹۸۲ مجموعه جدید راکال با نام «شرکت رادیویی استراتژیک راکال» با مدیریت ونت، توانست امتیاز یکی از دو شبکه تلفن همراه انگلستان را دریافت کند. این زیرمجموعه که ۸۰٪ درصد آن را راکال در اختیار داشت ۱۵٪ درصد متعلق به میلیکام و ۵٪ درصد دیگر از آن شرکت هامبروس تکنولوژی بود شبکه «راکال ودافون» را راه‌اندازی کرد.

شرکت ودافون در سال ۱۹۸۵ از شرکت اصلی جدا شد و نام شرکت رادیویی استراتژیک نیز به «گروه راکال تلکام» تغییر یافت. در دسامبر ۱۹۸۶ شرکت راکال بخشی از سهام ودافون را به مبلغ ۱۱۰ میلیون پوند خریداری کرد و تا سال ۱۹۸۸ مالک حدود ۲۰٪ درصد از سهام آن بود.

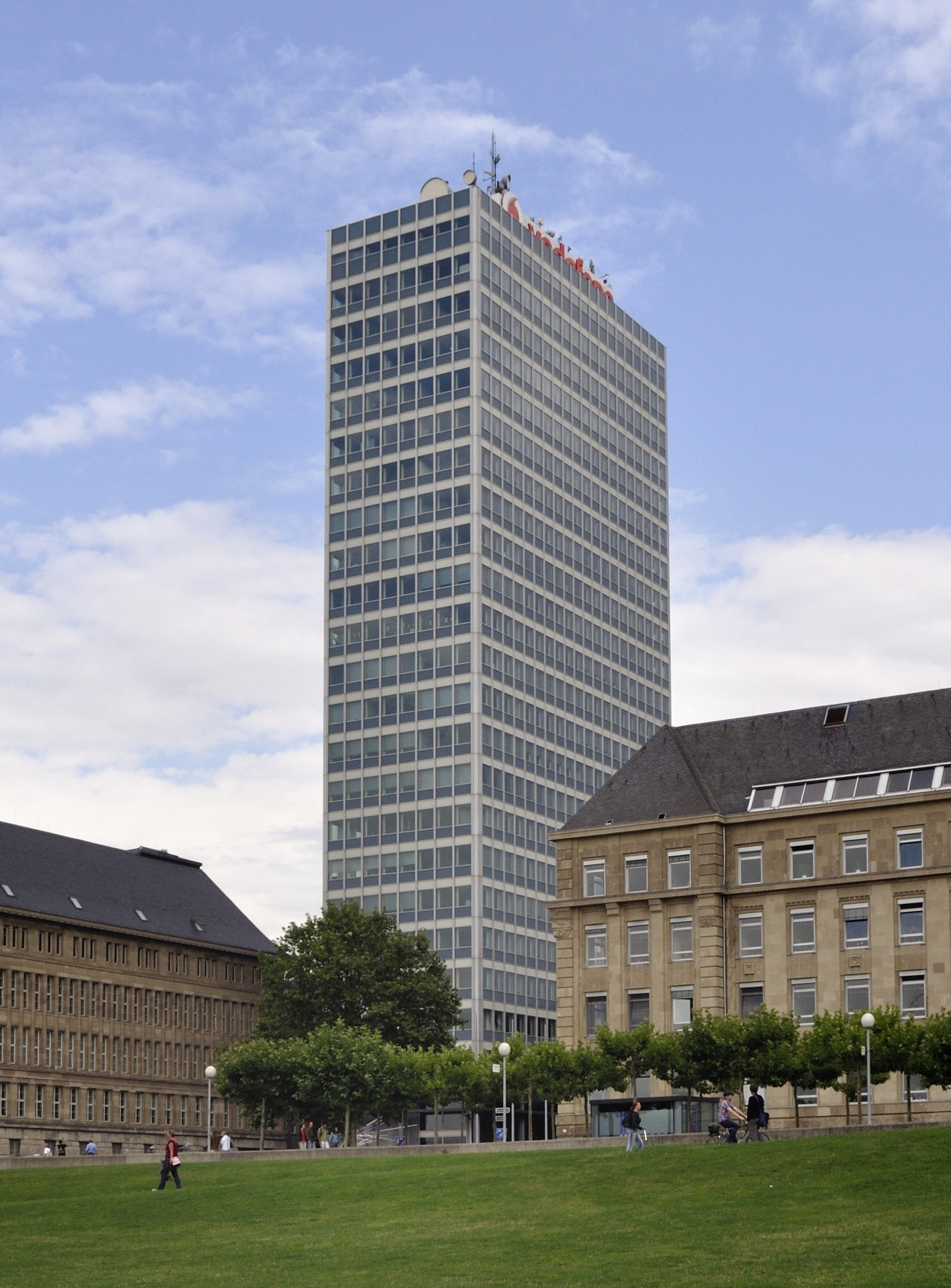
ساختمان اداری ودافون در دوسلدورف آلمان

### دهه ۱۹۹۰

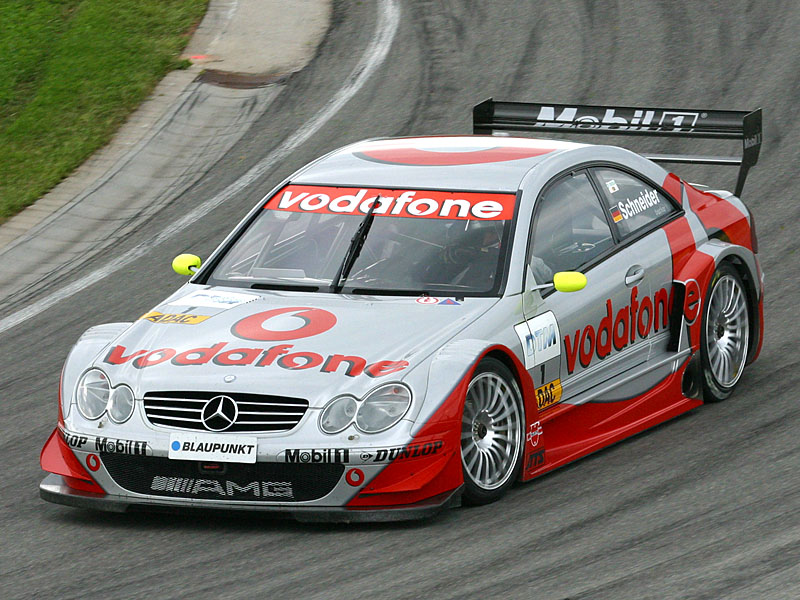
برن اشنایدر با خودروی مرسدس بنز و حامی مالی ودافون

در ۱۶ سپتامبر ۱۹۹۱ گروه ودافون مجدداً از راکال جدا شد و به عنوان یک شرکت مستقل با نام «ودافون گروپ» به کار خود ادامه داد.
در ژوئیه سال ۱۹۹۶ ودافون که بخشی از شرکت تاک‌لند را در اختیار داشت، باقی سهام آن را نیز خریداری نمود و در نوامبر همان سال با مبلغ ۷۷ میلیون دلار، شرکت «پیپلز فونز» که با داشتن ۱۸۱ نمایندگی، مشتریان زیادی داشت را از آن خود کرد. همچنین ۸۰٪ درصد از سهام شرکت آستک را نیز خریداری نمود. شرکت ودافون در سال ۱۹۹۷ نشان‌واره معروف خود را معرفی کرد. این نشان‌واره که از یک علامت نقل قول درون یک دایره تشکیل شده، برای ترغیب مشتریان به مکالمه طراحی شده‌است.
در ۲۹ ژوئن ۱۹۹۹ شرکت «ایرتاچ» توسط ودافون خریداری و در آن ادغام شد و نام آن به «ودافون ایرتاچ» تغییر پیدا کرد.

### از ۲۰۰۰ تا کنون
در ماه سپتامبر سال ۲۰۰۰ ودافون با ادغام شرکت تجهیزات بیسیم خود در ایالات متحده آمریکا با شرکت ورایزن کامیونیکیشنز متعلق به ورایزن وایرلس موافقت کرد که این قرارداد در ۴ آوریل ۲۰۰۰ بسته شد. نام این شرکت در ۲۸ ژوئیه ۲۰۰۰ مجدداً به گروه ودافون بازگشت و در آوریل سال ۲۰۰۱ نخستین ارتباط نسل سوم ارتباطی این شرکت در نسل سوم شبکه تلفن همراه ودافون در بریتانیا برقرار شد.

گسترش این شرکت در سال ۲۰۰۱ نیز با ورود به ایرلند و خریداری شرکت ایرسل و تغییر نام آن به «ودافون ایرلند» ادامه یافت و همچنین نخستین معرفی‌کنندهٔ تلفن‌های همراه دوربین‌دار در ژاپن یعنی سافت‌بانک که سومین اپراتور بزرگ این کشور بود را از آن خود کرد. در ۱۷ دسامبر ۲۰۰۱ ودافون ضمن قرارداد با تی‌دی‌سی شبکه موبایل دانمارک به معرفی مفهوم «شبکه‌های مشترک» پرداخت. این مفهوم جدید شامل معرفی سرویس‌های بین‌المللی ودافون به بازار محلی بدون نیاز به سرمایه‌گذاری توسط این شرکت بود. این روش به ودافون کمک می‌کرد تا در کشورهایی که هنوز وارد نشده نیز به توسعه نام و خدمات شرکت خود بپردازد. 

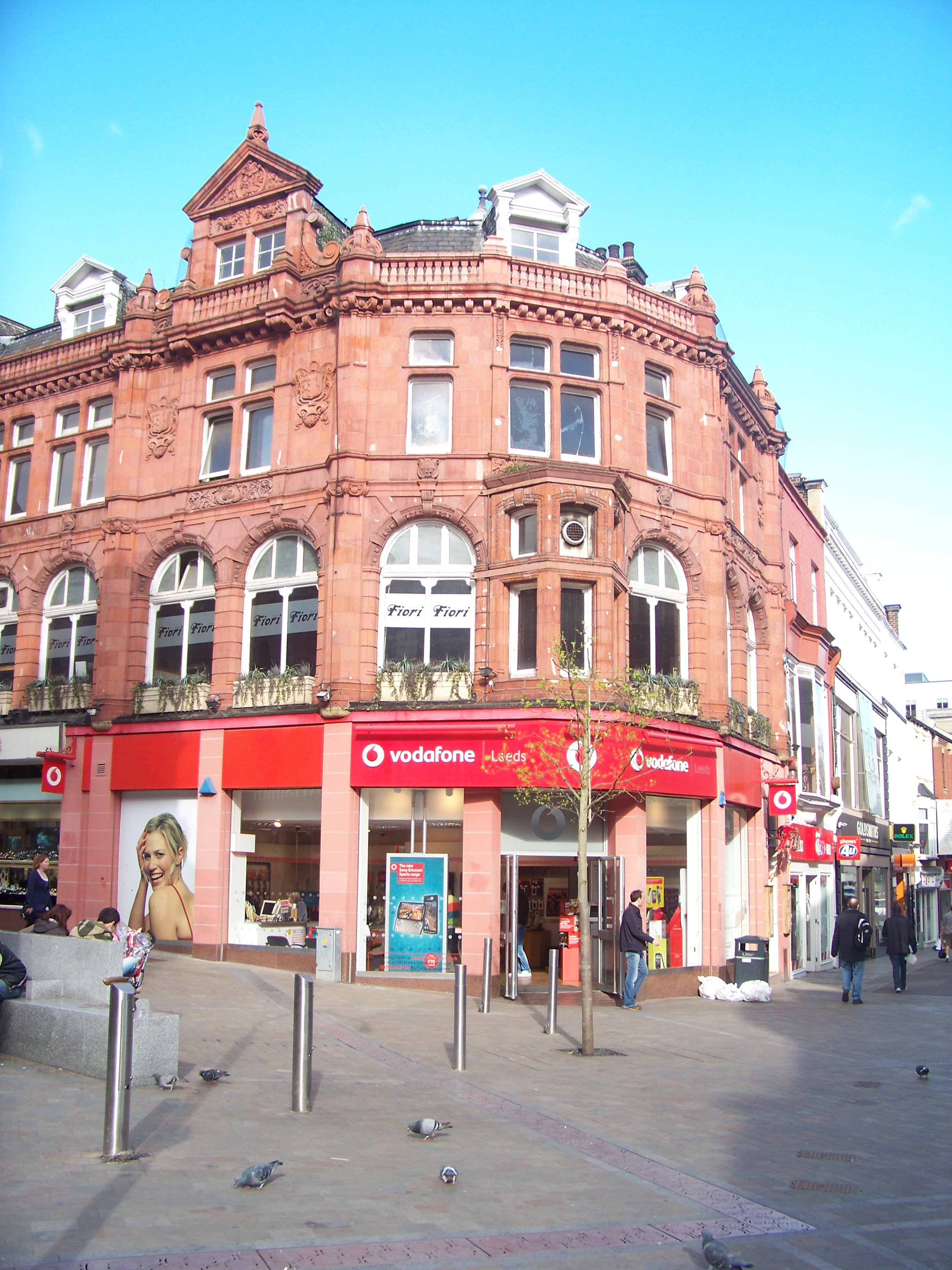
فروشگاه ودافون در شهر لیدز

در سال‌های اخیر نیز این شرکت به گسترش فعالیت‌های خود در کشورهایی از جمله: اسپانیا، صربستان، جمهوری مقدونیه، جزایر فارو، روسیه، ارمنستان، ترکمنستان، اوکراین، ازبکستان، لوکزامبورگ، غنا، لیبی، امارات متحده عربی، قطر، ترکیه و بلژیک پرداخته‌است و همکاری خود با ورایزن کامیونیکیشنز آمریکا را نیز مستحکم‌تر کرده‌است.
شرکت ودافون اکنون حدود ۸۶ هزار کارمند در سراسر جهان داشته و در سال ۲۰۱۲ میلادی با داشتن درآمدی بیش از ۴۶ میلیارد پوند استرلینگ، بیش از ۶ میلیارد پوند سود به دست آورده‌است.

## ریشه نام
نام ودافون از حروف نخست از عبارت Voice Data Fone گرفته شده‌است که اصطلاحی برای اشاره به تلفنی با قابلیت صدا و دیتا است. این نام در سال ۱۹۹۱ برای شرکت برگزیده شد و با هدف نشان دادن «بازتاب ارائه خدمات صوتی و تصویری روی تلفن همراه» انتخاب شده‌است. 

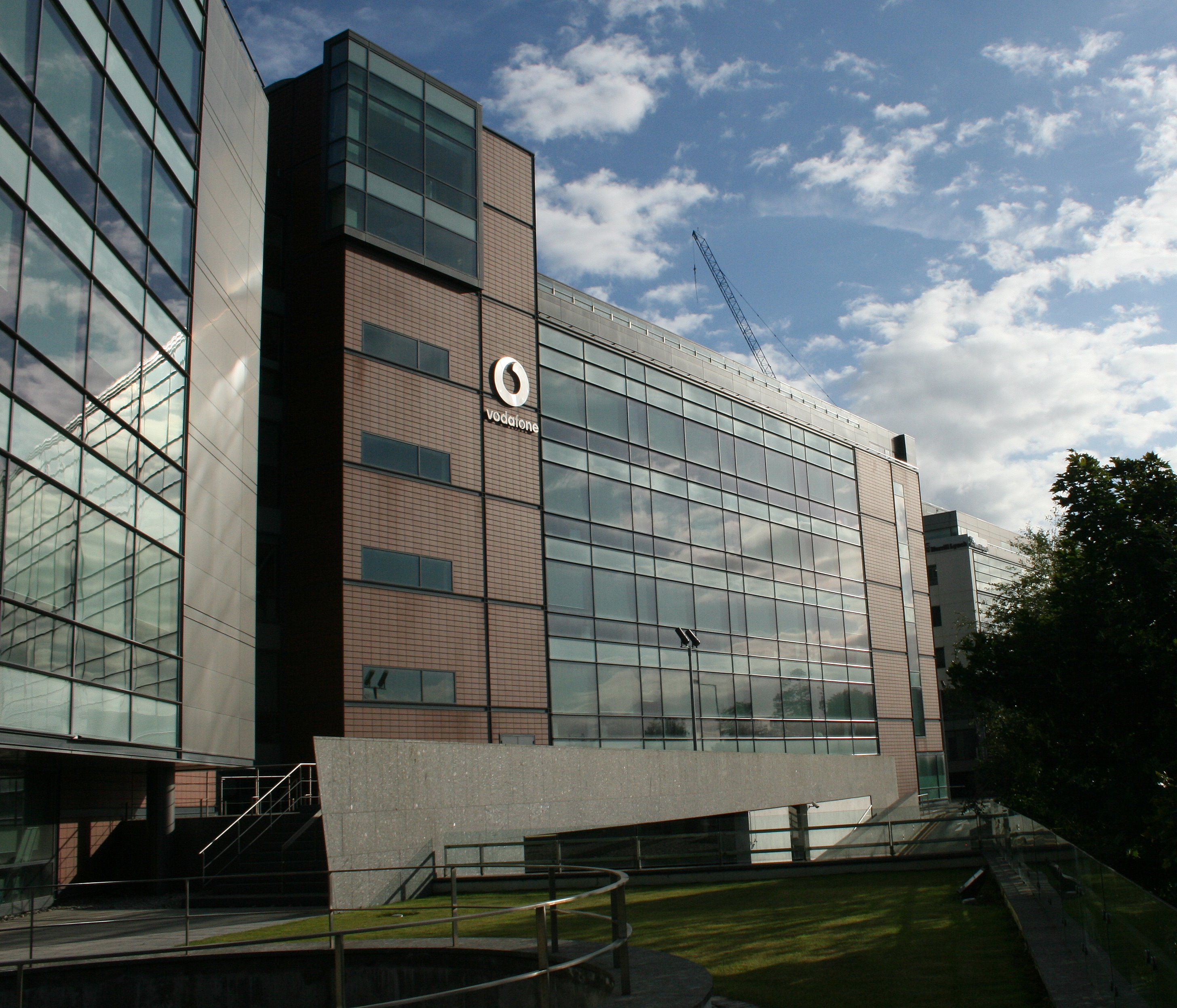
دفتر مرکزی ودافون ایرلند در دوبلین

## فروش
| کشور                | اپراتور        | مشارکت | شمار مشتریان | ارزش بازار |
| آفریقای جنوبی       | ووداکام        | ۵۰٪    | ۱۶٫۵ میلیون  | ۵۲٫۶٪      |
| آلمان               | ودافون         | ۱۰۰٪   | ۳۳٫۹ میلیون  | ۳۴٫۱٪      |
| استرالیا            | ودافون         | ۱۰۰٪   | ۳٫۶ میلیون   | ۱۶٫۸٪      |
| مصر                 | ودافون         | ۵۵٪    | ۱۳٫۳ میلیون  | ۴۴٫۳٪      |
| اسپانیا             | ودافون         | ۱۰۰٪   | ۱۵٫۸ میلیون  | ۳۱٫۲٪      |
| ایالات متحده آمریکا | ورایزون وایرلس | ۴۵٪    | ۵۴٫۹ میلیون  | ۲۴٫۶٪      |
| یونان               | ودافون         | ۹۹٫۹٪  | ۵٫۴ میلیون   | ۳۵٫۶٪      |
| مجارستان            | ودافون         | ۱۰۰٪   | ۲٫۳ میلیون   | ۲۰٫۸٪      |
| هند                 | ودافون اسار    | ۶۷٪    | ۲۳٫۳ میلیون  | ۱۶٫۴٪      |
| جمهوری ایرلند       | ودافون         | ۱۰۰٪   | ۲٫۳ میلیون   | ۴۳٫۴٪      |
| ایتالیا             | ودافون         | ۷۶٫۹٪  | ۳۰٫۰۴ میلیون | ۳۱٫۱٪      |
| نیوزیلند            | ودافون         | ۱۰۰٪   | ۲٫۳ میلیون   | ۵۲٫۳٪      |
| هلند                | ودافون         | ۹۹٫۹٪  | ۴۴ میلیون    | ۲۱٫۸٪      |
| پرتغال              | ودافون         | ۱۰۰٪   | ۵٫۱ میلیون   | ۳۷٫۲٪      |
| رومانی              | ودافون         | ۱۰۰٪   | ۸٫۸ میلیون   | ۳۹٫۰٪      |
| بریتانیا            | ودافون         | ۱۰۰٪   | ۱۸٫۴ میلیون  | ۲۳٫۶٪      |
| ترکیه               | ودافون         | ۱۰۰٪   | ۱۶٫۱ میلیون  | ۲۶٫۰٪      |

## آمار مالی
بر پایه محاسبات استانداردهای گزارشگری مالی بین‌المللی، اطلاعات مالی شرکت ودافون در فاصله سال‌های ۲۰۰۴ تا ۲۰۱۵ به‌قرار زیر است:
| سال مالی تا ۳۱ مارس | حجم معاملات (میلیون پوند) | سود بدون مالیات (میلیون پوند) | سود سالیانه (میلیون پوند) | سود از هر سهم | متوسط مشترکین (میلیون) |
| ------------------- | ------------------------- | ----------------------------- | ------------------------- | ------------- | ---------------------- |
| ۲۰۱۵                | ۴۲٬۲۲۷                    | ۱٬۰۹۵                         | ۵٬۹۱۷                     | ۲۱٫۵۳         | ۴۴۶٫۰                  |
| ۲۰۱۴                | ۳۸٬۳۴۶                    | (۵٬۲۷۰)                       | ۵۹٬۴۲۰                    | ۴۲٫۱۰         | ۴۳۴٫۰                  |
| ۲۰۱۳                | ۴۴٬۴۴۵                    | ۳٬۲۵۵                         | ۶۷۳                       | ۰٫۸۷          | ۴۰۴٫۰                  |
| ۲۰۱۲                | ۴۶٬۴۱۷                    | ۹٬۵۴۹                         | ۷٬۰۰۳                     | ۱۳٫۷۴         | ۴۴۶٫۵                  |
| ۲۰۱۱                | ۴۵٬۸۸۴                    | ۹٬۴۹۸                         | ۷٬۸۷۰                     | ۱۵٫۲۰         | ۳۴۷٫۷                  |
| ۲۰۱۰                | ۴۴٬۴۷۲                    | ۸٬۶۷۴                         | ۸٬۶۱۸                     | ۱۶٫۴۴         | ۳۴۱٫۱                  |
| ۲۰۰۹                | ۴۱٬۰۱۷                    | ۴٬۱۸۹                         | ۳٬۰۸۰                     | ۵٫۸۱          | ۳۰۲٫۶                  |
| ۲۰۰۸                | ۳۵٬۴۷۸                    | ۹٬۰۰۱                         | ۶٬۷۵۶                     | ۱۲٫۵۶         | ۲۶۰                    |
| ۲۰۰۷                | ۳۱٬۱۰۴                    | (۲٬۳۸۳)                       | (۵٬۲۹۷)                   | (۸٫۹۴)        | ۲۰۶٫۴                  |
| ۲۰۰۶*               | ۲۹٬۳۵۰                    | (۱۴٬۸۳۵)                      | (۲۱٬۸۲۱)                  | (۳۵٫۰۱)       | ۱۷۰٫۶                  |
| ۲۰۰۵                | ۳۴٬۰۷۳                    | ۷٬۹۵۱                         | ۶٬۵۱۸                     | ۹٫۶۸          | ۱۵۴٫۸                  |
| ۲۰۰۴                | ۳۶٬۴۹۲                    | ۹٬۰۱۳                         | ۶٬۱۱۲                     | ۸٫۷۰          | ۱۳۳٫۴                  |

* دلیل اصلی افت تا ۳۱ مارس ۲۰۰۶ نشان دهنده از دست دادن سرمایه، اصولاً به خاطر خرید شرکت مانسمان است. گردش مالی متناسب شامل ۷۱۰۰ میلیون پوند از عملیات متوقف شده‌است.

## بازار بورس
بخش اعظم سهام شناور شرکت ودافون، در بازار بورس لندن مبادله می‌شود. همچنین در فهرست ۱۰۰ شرکت دارای بالاترین میزان ارزش بازار سرمایه در بورس لندن که با نام شاخص اف‌تی‌اس‌ای ۱۰۰ شناخته می‌شود ذکر شده‌است. هم‌اکنون ارزش جاری بازار سرمایه ودافون در حدود ۸۰ میلیارد پوند بوده که آن را به سومین شرکت بزرگ فعال در بریتانیا تبدیل کرده‌است. سهام این شرکت همچنین در بازار بورس نزدک نیز ذکر شده‌است. 

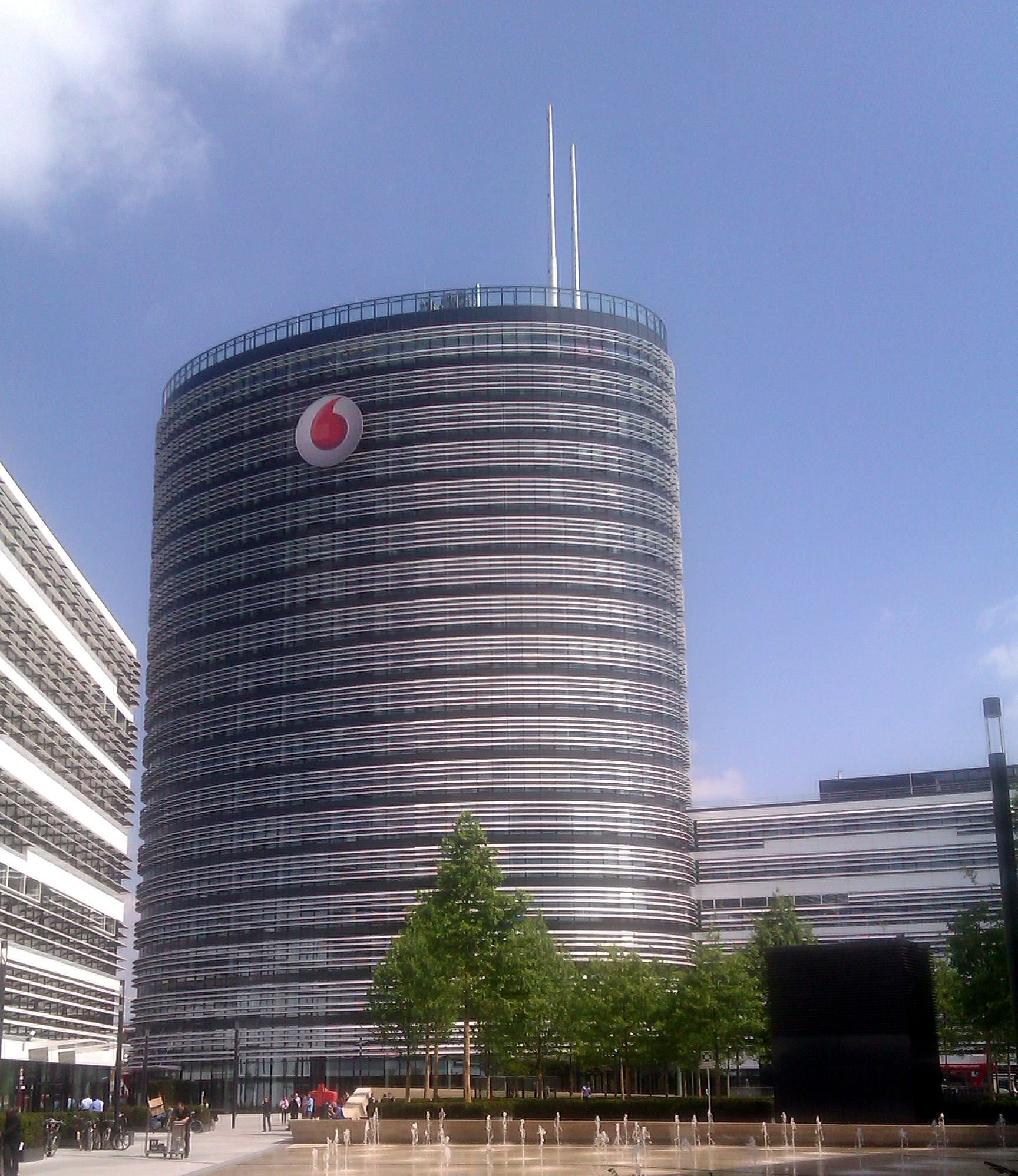
ساختمان مرکزی ودافون آلمان در دوسلدورف

## مدیریت ارشد
شرکت ودافون از آغاز فعالیت خود تاکنون، ۴ مدیر عامل اجرایی داشته‌است. هرکدام از این ۴ مدیر، در دوران ریاست خود در ودافون، فعالیت‌های گسترده‌ای داشتند و هریک به نوبه خود، نقشی در توسعه و پیشرفت این شرکت داشته‌اند.
نخستین مدیرعامل ودافون سر جرارد ونت بودپ که در ماه اکتبر سال ۱۹۸۸ به این سمت منصوب شد. در زمان رهبری وی بر راکال تلکام بود که شرکت موفق به دریافت امتیاز شبکه تلفن همراه بریتانیا شد. این اقدام آغازی بود برای تبدیل ودافون به شرکتی در سطح بین‌المللی که در پی آن نام شرکت نیز از «راکال» به «ودافون» تغییر یافت. از دیگر اقدامات موفق جرارد ونت، ورود ودافون به بازار بورس لندن بود.

پس از بازنشستگی ونت در دسامبر ۱۹۹۶ مدیر ارشد اجرایی ودافون؛ سر کریستوفر جنت در ژانویه ۱۹۹۷ به عنوان مدیرعامل شرکت انتخاب شد. در دوران رهبری سر کریستوفر در ودافون این شرکت از یک اپراتور فعال در بریتانیا به یک شرکت بزرگ مخابراتی تبدیل شد. این فرایند با خریداری شرکت ایرتاچ ایالات متحده آمریکا و مانسمان آلمان محقق شد. 

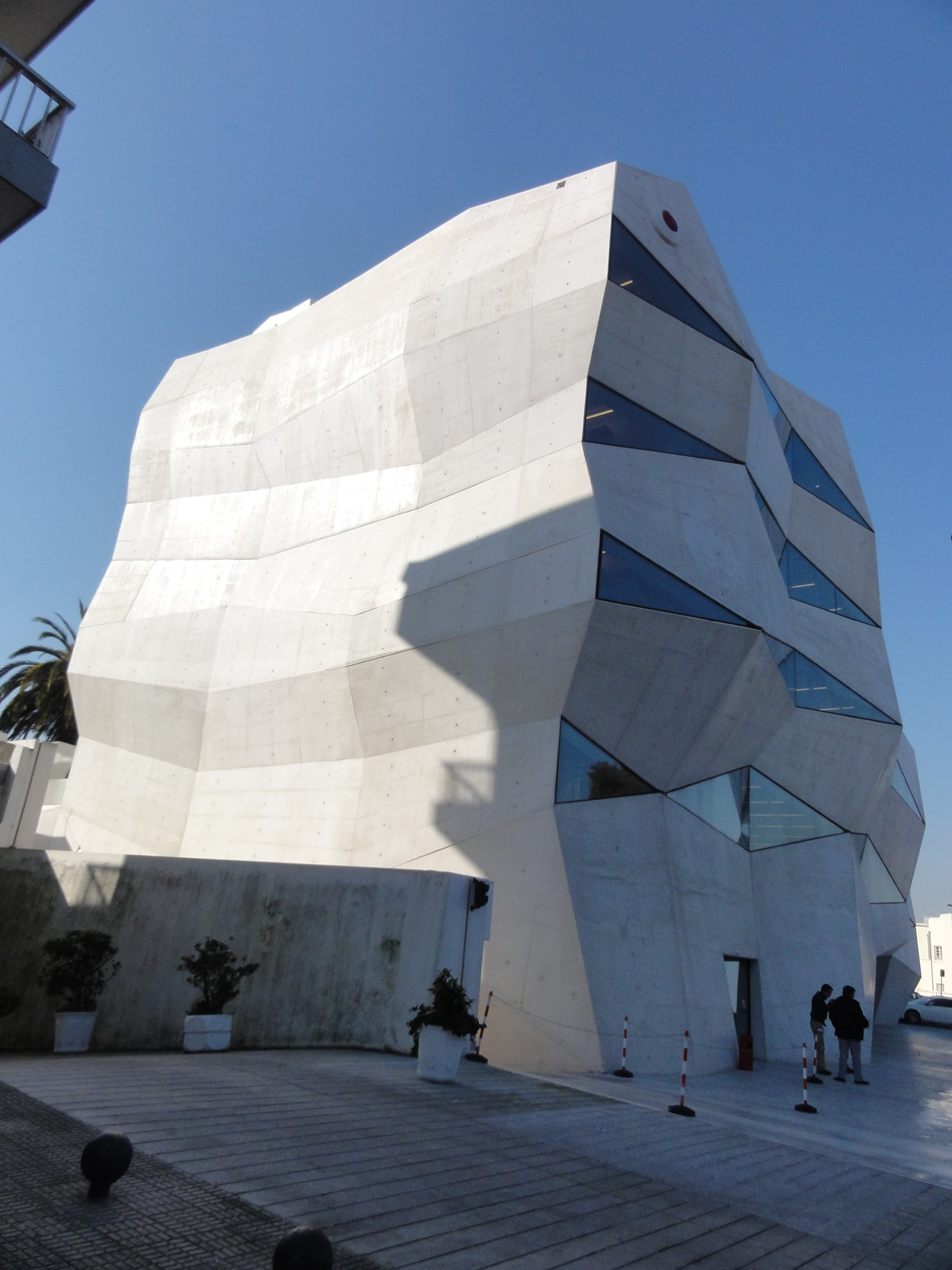
دفتر ودافون پرتغال در پورتو

آرون سارین در ماه ژوئیه سال ۲۰۰۳ سکان رهبری ودافون را بدست گرفت. در زمان ریاست وی، ودافون هم‌چنان به توسعه فعالیت‌های خود در سطح بین‌المللی ادامه داد و تحت رهبری سارین، ودافون وارد بازار آسیا و آفریقا شد. خریداری شرکت تلسیم ترکیه و هاچیسون اسار هند در زمان مدیریت سارین انجام شد.
مدیرعامل فعلی ودافون، ویتوریو کولاو است. وی که چهارمین مدیر عامل این شرکت است، از ماه ژوئیه سال ۲۰۰۸ به این سمت منصوب شد.
| مدیرعامل        | دوره فعالیت              |
| --------------- | ------------------------ |
| سر جرارد ونت    | اکتبر ۱۹۸۸ – دسامبر ۱۹۹۶ |
| سر کریستوفر جنت | ژانویه ۱۹۹۷ – ژوئیه ۲۰۰۳ |
| آرون سارین      | ژوئیه ۲۰۰۳ – ژوئیه ۲۰۰۸  |
| ویتوریو کولااو  | ژوئیه ۲۰۰۸-اکنون         |

## همکاری با سازمان‌های اطلاعاتی
ودافون (با اسم رمز Gerontic) به ستاد ارتباطات دولت بریتانیا اجازه «دسترسی نامحدود» به شبکه فیبر نوری کابل ارتباطی زیردریایی خود را با هدف شنود الکترونیک داده‌است.
همچنین در نزدیک به ۲۹ کشوری که ودافون در آن‌ها فعالیت می‌کند خطوط محرمانه ویژه‌ای به‌طور مستقیم به شبکه این شرکت وصل هستند که به آژانس‌های اطلاعاتی دولت‌ها اجازه می‌دهد کلیه ارتباطات تلفنی، اینترنتی و موقعیت فیزیکی افراد را رهگیری کنند. در برخی کشورها، دستگاه‌های اطلاعاتی، عملیات نظارت را به‌طور مستقیم و بدون دخالت شرکت‌های مخابراتی انجام می‌دهند. ودافون، به دلیل پیشگیری از دستگیری کارکنان خود، نام کشورهایی را که از شبکه مخابراتی آن‌ها جاسوسی می‌کند اعلام نکرده‌است.

## ایران
در مهر ۱۳۹۵ ودافون با امضای قراردادی با شرکت داده‌گستر عصر نوین (های‌وب) ایران وارد بازار الکترونیک ایران شد. قرار است ودافون در زمینه بازاریابی، توزیع و فروش خدمات الکترونیک، توسعه اینترنت اشیاء و استفاده از اینترنت در خودرو و دیگر مکان‌ها به شرکت های‌وب کمک کند.

رنگ قرمز: کشورهایی که شرکت ودافون در آنها فعالیت می‌کند